# 阪脩
阪脩（1930年11月7日—）是日本的男聲優、演員，大阪府大阪市出身，血型A型。從屬於青二Production，以前從屬Theatre Echo（回聲劇場）。

## 人物紹介
- 是青二Production中，老牌的配音員之一。由於他有深度低澀聲音的特徵，從登場的角色到喜劇演員都很廣泛的演出，有時候也有配合演出關西腔方面的戲。能演出很顯目的角色非常的多，因此在外國電影方面他的配音也是不可欠缺的一位。
- 本身熱心於培育後進，現為青二塾大阪學校專屬講師，每個月授課一次。
- 真人連續劇「東京警備指令」裡，多次以演員身分演出。
- 妻子為配音員太田淑子。

## 演出作品
※粗體字表示說明飾演的主要角色。

### 電視動畫
1963年
- 鐵人28號（喬邦）

1969年
- 忍風卡姆伊外傳（史克米）

1970年
- 土包子大將 （客串演出）

1974年
- 宇宙戰艦大和號（蓋爾）
- 柔道贊歌（荒尾部長）

1975年
- 一千零一夜 辛巴達的冒險（神燈精靈）
- 草原少女蘿拉（雷根）
- 拉塞納之星（路易十六世）

1977年
- 漫畫宇宙大作戰（史波克）
- 魯邦三世 (TV第2系列)（夏齊爾（第18話）、波納（第123話）、溫莎公爵（第142話））

1979年
- 金髮珍妮（詹姆斯・李德）
- 無敵金剛009（克萊柯爾）

1981年
- 短跑勝平（小偷）
- Firebird（遠山金五郎、米克羅比斯特菌、賽維特爺爺）

1982年
- Ippatsuman（遠山社員）※第25話
- 超時空要塞（早瀨提督、城鎮會長）

1983年
- Itadakiman（路特・布萊克（土龍妖怪））
- 超時空騎兵（阿莫夫）

1984年
- 怪貓豬油糕（葛拉梅）
- 機甲界伽利昂（羅丹將軍）
- 魯邦三世 PartIII（蓋蘭 其他）

1985年
- 戰鬥！超級機器人生命体變形金剛（技術師霍爾傑克 、航空防衛戰士史凱法爾 、地質學者比奇康伯、偵查通信員亞當斯、補給兵孫德爾 阿爾卡薩博士）

1986年
- 愛少女波麗安娜物語（傑瑞麥亞・O・懷特）
- 綠野仙蹤（諾姆王）
- 生徒諸君！心是綠色的薄圍巾（校長）
- 聖鬥士星矢（海皇波賽頓、雅各的爺爺）
- 褞袍超人（時間旅行鬼）※第10話

1987年
- 愛的小婦人物語（弗雷德里克・馬區）
- 超能力魔美（石子金太郎）
- 城市獵人（皆川）
- 忍風卡姆伊外傳（史克米）
- 七龍珠（孫悟飯、克雷斯王）
- 變形金剛：頭領戰士 （恰、梅特羅夫歷克斯）
- LILY-C.A.T （麥克・漢米爾頓）

1988年
- 美味大挑戰（大原大藏、淨瑠璃）
- 小松君（1988年）（侵略者）※第14話
- 奇天烈大百科（旅人、秀麿）
- 小公子西迪（威廉・賀維善）
- 七龍珠（钓鱼老人，第128话）
- 哈囉！淑女小琳（佩琪的父親）
- 聖魔大戰（達姆神）

1989年
- 機動警察Patlabor（榊清太郎）
- 戰鬥！超級機器人生命体變形金剛V（萊克爾）
- 勇者鬥惡龍（約瑟）
- 七龍珠（孫悟飯）

1990年
- 七龍珠Z（孫悟飯，第32話）

1991年
- 高中神秘的學園七個不可思議（中島醫生）
- 動畫秘密花園（阿齊博爾德・克萊文）

1992年
- 蠟筆小新（臼井校長、隊長）
- 人小鬼大（客戶的社長）
- 小小男子漢（松井社長）
- 美少女戰士（咲子的父親）
- 媽媽是小學四年生（大山嚴之介）

1993年
- 美少女戰士R（老人）

1994年
- 七海的堤可（梅爾維爾）
- 美少女戰士S（愛德華茲）

1995年
- 空想科學世界格列佛男孩（威尼斯王）

1996年
- 蒙面俠蘇洛（總督）
- 奇天烈大百科（寅吉）
- 怪怪怪的鬼太郎（第4作）（降雨天狗、靜子的父親、保谷博士、金城）
- 聖天空戰記（梅丁）
- 名偵探柯南（武居勝彦）

1997年
- 次回戰記EHRGEIZ（巴爾札克）
- 魯邦三世 華爾薩P38（ICPO長官）
- 手塚治虫的舊約聖經物語（阿隆）

1998年
- 庫洛魔法使（雨宮真嬉（知世的外祖爺爺））
- 守護月天（校長）
- 名偵探柯南（潮文造）
- 吉本小子物語（尼卡克蝸牛）

1999年
- The Big O（史文・穆里斯基）
- 傀儡師左近（如月一徹）
- 黑色推銷員（出雲若志）※第48話

2000年
- 銀河冒險戰記（鑑長）

2001年
- 攻殼機動隊 STAND ALONE COMPLEX（荒卷大輔）
- Chance Pop Session（海原將）
- 艾特尼亞物語（因費里爾王）
- 神奇寶貝（馬契羅）

2002年
- 攻殼機動隊 S.A.C. 2nd GIG（荒卷大輔）
- ONE PIECE（錢尼）

2003年
- 聖獸 ～聖獸降臨篇～（聖者、旁白）
- 名偵探柯南（相馬龍介）

2004年
- 吟遊默示錄（馳河）
- 絢爛舞踏祭（艦隊司令官）
- 火鳥（雅人（老年））
- 怪醫黑傑克（本間丈太郎）
- MONSTER（部長）

2005年
- 贗品藝廊（船越元太郎）
- 新釋 真田十勇士（今出川右大臣晴季）
- 雪之女王（白熊）
- 熱拳本色1（志那虎的父親）
- ONE PIECE（裁判長）

2006年
- 怪 ayakashi 四谷怪談（鶴屋南北）
- 水星領航員 ARIA The NATURAL（老爺爺）
- 甲蟲王者 森林人民的傳說（路特）
- 怪醫黑傑克21（本間丈太郎）
- 熱拳本色1 日美決戰篇（志那虎的父親）

2007年
- 劍豪生死鬥（朝倉筑後守宣正）
- 鬼面騎士（黒潮豪藏）
- 桃華月禪（守東益之）
- 哈姆太郎（浪速）

2008年
- 哥爾哥13（船長）
- 洋蔥和尚朝太郎（大根齋）
- 藥師寺涼子怪奇事件簿（桂川平藏）

2009年
- DARKER THAN BLACK -流星之雙子-（船長）

2010年
- 熱拳本色1 影道篇（志那虎的父親）

2011年
- 日常（士兵隊長）
- 刀鋒戰士（諾亞・凡赫辛）

2014年
- 銀河騎士傳（丹波新輔）

2015年
- 銀河騎士傳 第九行星戰役（丹波新輔）
- Go！Princess 光之美少女（錦戶）

2016年
- 紅殼的潘朵拉（波塞頓）
- 昭和元祿落語心中（大老闆）

### OVA
- ARIEL（岸田博士）
- 銀河冒險戰記胎動篇（艦長）
- 華星夜曲胎動篇（花井仁吉）
- 機神兵團（中島機長）
- 機動警察Patlabor（榊清太郎）
- 機動戰士GUNDAM 0083:Stardust Memory（霍金斯･馬奈里准將）
- 銀河英雄傳說（弗里德里希4世、王室桑福特）
- 攻殼機動隊 S.A.C. Solid State Society（荒卷大輔）
- 三只眼（藤井教授）
- 創龍傳
- 沉默的艦隊（竹上登志雄）
- 戰鬥！超級機器人生命体變形金剛 史克蘭布魯城市 發動篇（霍爾傑克）
- 人類革命（牧口常三郎）
- 厄夜怪客（神父）
- 裝甲騎兵外傳 機甲獵兵梅勞林克（奧斯卡・馮・賀爾梅西昂准將）
- 破邪大星彈劾凰（賢將桑蒂拉）
- 舞-乙HiME 0〜S.ifr〜（約翰・史密斯）
- 危險調查員（克里福特・菲利斯）※第30話
- 機械地帶23 III（德瑞克人）
- METAL GEAR SOLID 2 BANDE DESSINEE（西凱・高爾爾可比奇）
- LILY-C.A.T （麥克・漢米爾頓）
- 羅德斯島戰記（法恩國王）

### 劇場版動畫
- 宇宙戰艦大和號（蓋爾）
- 機動警察Patlabor（榊清太郎）
- 機動警察劇場版
- 機動警察劇場版Ⅱ
- 紅豬（空賊）
- 再見了！宇宙戰艦大和號 愛的戰士們（哥蘭）
- 11隻貓（貓A、巨大魚）
- 蒸汽男孩（英國軍元帥）
- 劇場版 秀逗魔導士（勞迪·加布列夫）
- 城市獵人 埠城市戰爭（吉廉將軍）
- 哆啦A夢電影作品
  - 哆啦A夢 大雄的天方夜譚（辛巴達）
  - 哆啦A夢 大雄的南海大冒險（柯爾特船長）
  - 哆啦A夢 大雄的貓狗時空傳（老年的阿一）
- 變形金剛（恰、拉姆傑特）
- MEMORIES（鐮田）
- 魯邦三世卡里奧斯特羅之城（英國代表）
- 名偵探柯南：唐紅的戀歌（阿知波研介）

### 遊戲
- 藍色眼淚（巴爾哥夫）
- ANUBIS ZONE OF THE ENDERS（洛伊德）
- 宇宙戰艦大和號 對因斯康達爾的思念（蓋爾）
- SD GUNDAM GGENERATION SPIRITS（克斯丁・隆伯特）
- 機動警察Patlabor ～葛利馮篇（榊清太郎）
- 機動戰士GUNDAM 邂逅宇宙（克斯丁・隆伯特）
- Grandia II（賽拉）
- 決戰（黒田如水）
- 再見了！宇宙戰艦大和號 （哥蘭提督）
- JOJO冒險野郎 魅影之血（湯佩蒂）
- Schwarzschild（詹姆斯・桑戴克）
  - Super Schwarzschild
  - Super Schwarzschild2
- Star Wars Rogue Squadron II: Rogue Leader（阿克巴提督）
- 異域傳說系列（狄米崔・尤里耶夫）
  - 異域傳說 故事II（善惡的彼岸）
  - 異域傳說 故事III（紮拉圖斯特拉說的話）
- 生死格鬥系列（雷道、萬骨坊、幻羅）
- 七龍珠系列（孫悟飯）
  - 七龍珠 預付冒險
  - 七龍珠Z Sparking!NEO
  - 七龍珠Z Sparking!METEOR
  - 七龍珠Z 天下一大冒險
  - 七龍珠Z DS
- 熱砂的惑星（皮爾斯）
- Policenauts（蓋茲・貝克）
- 瑪莉亞 生了你們的理由（二階堂泰德）
- 未來少年柯南 ※PC Engine版（旁白）
- 潛龍諜影系列
  - 潛龍諜影2：自由之子（西凱・高爾爾可比奇）
  - 潛龍諜影3：食蛇者（The End）
  - 潛龍諜影：和平先驅（統合參謀本部議長）
- 人中之龍 登場!（德川家康）

### 外語片配音

#### 電影
- 安東尼·霍普金斯
  - 勿忘我（泰德・布勞蒂根）
  - 神力無邊（約翰・麥克勞德警官）
  - 雷霆穿梭人（伊恩・麥康德勒斯）
- 約翰·克里斯
  - 老公出差（經理梅索）
  - 偷雞摸狗（羅洛・李）
  - 粉紅豹:2有惡豹（查爾斯・拉魯斯・德雷福斯檢查院長）
  - 一條叫旺達的魚（亞奇・李奇）
- 理查·克里納
  - 體熱（愛德蒙・華克）
  - 機飛總動員2（丹頓・華爾特斯上校）
- 第一滴血系列（山繆爾（山姆）・桃特曼上校）
  - 第一滴血
  - 第一滴血2

其他
- 來看天堂（川村裕（下野三郎））
- 軍官與紳士（拜倫・梅約（羅伯特·羅吉亞））
- 親密關係（山姆・柏恩斯（約翰·李斯高））
- 阿達一族（哥梅斯・阿達（勞爾·朱里亞））※DVD版
- 阿達一族2（哥梅斯・阿達（勞爾·朱里亞））※DVD版
- 阿瑪迪斯（哥特弗里德・范・史維頓男爵（強納森·摩爾））
- 白宮夜未眠（羅伯特・拉姆生上院議員（理查·德雷福斯））
- 迫切的危機（詹姆斯・卡特（哈里斯·尤林））※電視版
- 臥底（亞瑟・凱斯（克里斯多福·普盧默））
- 聖戰奇兵（厄恩斯特・伏格爾上校（麥可·拜恩））※富士電視台版
- 華爾街（林區（詹姆斯·卡倫））※DVD・錄影帶一起
- 航爆死亡角（史坦・布契克（達倫·麥克加文）※朝日電視台版、馬丁・華勒斯（克里斯多福·李）※日本電視台版）
- 異形2（史坦・路溫（保羅·麥斯威爾）、提姆・克洛（提姆·提平）※TBS版）
- 神劍（艾克多爵士（克里夫·史威夫特））
- 大法師（柏克・丹寧斯（傑克·麥高蘭））
- 大法師3（約瑟夫・戴耶神父（愛德·法蘭德斯））
- X戰警（艾瑞克（萬磁王）・連夏爾（伊恩·麥克連））
- 艾德私人頻道（阿爾（馬丁·藍道））
- 永不妥協（愛德華・路易斯・馬斯里（阿爾伯特·芬尼））
- 天使心（阿爾伯特・福樂醫生（麥可·希金斯））※富士電視台版
- 愛情DIY（萊德里・泰特醫生（湯姆·史凱瑞特））
- 千鈞一髮（約瑟夫局長（戈爾·維達爾））
- 銀色獵物（亞歷克斯・帕森斯（馬丁·藍道））※錄影帶版
- 鬼作秀（（理查・維克斯（萊斯里·尼爾森）、史坦（湯姆·亞特金斯））
- 巔峰戰士（法蘭克（萊福·韋特））※富士電視台版
- 證人（艾里・拉普（堅·盧布斯））※朝日電視台版
- 熱血高手（柯特・札貢（亨利·席爾瓦））※朝日電視台版
- 衝鋒九號（拜耶斯（詹姆斯·韓迪））※電視版
- 魔鬼剋星（連尼市長（大衛·馬古利斯））※朝日電視台版
- 妖魔大鬧唐人街（朱伯伯（鍾林蘇））
- 教父（艾密里歐・巴吉尼老大（理查·康特）、派特・吉里上院議員））※東京電視台播映
- 野蠻人柯南（旁白（馬可岩松））※朝日電視台版
- 魔鬼司令（富蘭克林・柯比將軍（詹姆斯·奧爾遜））※朝日電視台版
- 34街的奇蹟（亨利・哈珀法官（金恩·洛克哈特））
- 聖誕老人（BZ）
- 雷鳥神機隊 劇場版（傑夫・崔西（VHS版、光碟版收錄）
- 雷鳥神機隊6號（傑夫・崔西（VHS版、光碟版收錄）
- 杰里科（杜蘭）
- 致命化身（普爾（喬治·柯爾））
- 七年之癢（湯姆・麥肯齊（桑尼·塔夫茲））※LD版
- 十誡（塞提一世（西德里克·哈德維克））
- 誰殺了甘迺迪（傑克・馬丁（傑克·萊蒙））
- X情人（納森（丹尼斯·法蘭茲））
- 鬼店（史圖亞特・伍爾曼（貝瑞·尼爾遜））
- 超時空戰警（法哥長官（麥克斯·馮·西道））
- 十二怒漢（陪審員5號（傑克·克盧格曼））
- 野蠻遊戲（山繆爾・艾倫・帕里許（強納森·海德））※富士電視台版
- 茱莉亞（艾倫・康貝爾（哈爾·霍爾布魯克））※電視版
- 星際大戰系列（吉奧・比布爾（奧利佛·福特·戴維斯））
  - 星際大戰首部曲：威脅潛伏
  - 星際大戰二部曲：複製人全面進攻
- 星際奇兵（衛斯特將軍（李昂·李普））※TV版
- 全面追緝令（亞歷克斯・克洛斯（摩根·費里曼））※DVD版
- 地動天驚（哈洛德・C・巴恩斯（彼得·柯約特））
- 再生俠（卡里奧斯特羅（尼可爾·威廉森））
- 晶兵總動員（喬（狄克·米勒））※VHS版
- 極度空間（宣教師（雷蒙·聖賈克））
- 蘇菲的抉擇（海斯（鈞特·馬里亞·哈爾默））
- 永不低頭（奧維爾·鮑格斯（傑佛瑞·路易斯））
- 魔鬼終結者（彼得·席爾伯曼（厄爾·波恩））※朝日電視台版
- 魔鬼終結者第2集（彼得・席爾伯曼（厄爾·波恩））※富士電視台版
- 你整我，我整你（柯爾曼（丹霍姆·艾略特））※朝日電視台版
- 第五惑星（傑瑞巴·西根（小路易斯·哥賽特））
- 終極警探（約瑟夫·慶喜·高木（詹姆斯·繁田（英语：James Shigeta）））※朝日電視台版
- 大逃亡（克萊門特少校（沃爾夫岡·普萊斯））※日本電視台版
- 最高機密（艾米爾・李奧波德・洛克（麥可·哥瑟德））※電視版
- 大特寫（麥克·邱吉爾（詹姆斯·卡倫））
- 魔鬼戰將（貝茲提督（安迪·羅馬諾））※TV版
- 攔截人魔島（莫羅博士（馬龍·白蘭度））※電視版
- 探戈與金錢（史勞德署長（傑佛瑞·路易斯））※TV版
- 阿達刑警（柏特·辛普森（戴布尼·柯爾曼））
- 麻辣女王（史坦·菲爾茲（威廉·薛特納））※DVD・WOWOW版
- 麻辣女王2：美麗的要命（史坦·菲爾茲（威廉·薛特納））※DVD版
- 魔鬼總動員（愛奇瑪（羅伊·布洛克史密斯））※TV版
- 齊瓦哥醫生（葉夫格拉夫・齊瓦哥（亞歷克·堅尼斯））※DVD版
- 六壯士（詹姆斯·詹森（詹姆斯·羅伯遜·賈斯蒂斯））
- 領航員（星期五博士（霍華·海斯曼））
- 2001太空漫遊（米勒（凱文·史考特））※朝日電視台版
- 大魔域（柯倫德（湯瑪斯·希爾））※軟體版
- 殺不死的勇者（派屈克・柯芬（凱文·歐馬利））※DVD版
- 白鯨記（史塔巴克（李奧·根））
- 魔法靈貓（旁白（維克多·布蘭特））
- 蝙蝠俠（卡爾・葛利森（傑克·帕蘭斯））※DVD・錄影帶版
- 蝙蝠俠：開戰時刻（盧修斯・福克斯（摩根·費里曼））※富士電視台版
- 碼頭風雲（貝瑞神父（卡爾·馬爾登））
- 猛龍怪客4（萊納（喬治·狄克生））
- 兩分鐘警告（山姆・麥基佛（馬丁·巴爾桑））※朝日電視台版
- 獵人之夜（史壯保安官（班·約翰森））※電視版
- 飛進未來（麥克米蘭社長（羅伯特·羅吉亞））※電視版
- 比佛利山超級警探（道格拉斯・托德警長（吉爾伯特·R·希爾））
- 食人魚（羅伯特・霍克博士（凱文·麥卡錫））
- 妙探長巧取粉紅豹（麥克（大衛·羅奇））※DVD版
- 粉紅豹復仇記（道維（羅伯特·韋伯））
- 興登堡遇難記（愛德華・道格拉斯（吉格·楊））
- 第五元素（孟羅將軍（布萊恩·詹姆斯））※日本電視台版
- 巴西來的男孩（賀林頓（麥可·高福））
- 麻雀變鳳凰（巴納德（巴尼）・湯普森經理（赫克多·艾利桑多））※富士電視台版
- 截殺威龍（湯姆・華格勒（喬治·狄克生））※錄影帶版
- 斷箭（普里契特（鮑伯·甘頓））※DVD版
- 小鬼當家（馬利（羅伯茲·布洛桑））※朝日電視台版
- 搖錢樹（約翰・麥克貝恩布里奇（羅伯特·羅吉亞））
- 北海龍虎鬥（佛萊契爾（喬治·貝克））※朝日電視台版
- 機飛總動員（威爾遜（小艾佛倫·辛伯利斯特））※朝日電視台版
- 終極保鑣（比爾・戴瓦尼（比爾·柯伯斯））※軟體版
- 大亨遊戲（喬治・阿羅諾（艾倫·亞金））
- 烈血大風暴（提爾曼市長（R·李·厄梅））※朝日電視台版
- 中途島（法蘭克·傑克·弗萊徹（羅伯特·韋伯））※朝日電視台版
- 秘密客（曼尼（姜卡洛·姜尼尼））※DVD・錄影帶版
- 熱淚傷痕（約翰・麥凱警長（克里斯多福·普盧默））
- 爾虞我詐（英语：Used Cars）（山姆・薩拉頓（約瑟夫·P·佛萊赫蒂））
- 驚異傳奇（系列1故事11「聖誕老人進城了」）（署長派特·辛格爾））
- 48小時（班・基霍（布萊恩·詹姆斯））※日本電視台版
- 最後魔鬼英雄（尼克（羅伯特·普羅斯基））※朝日電視台版
- 第一滴血3（羅伯特・葛利格斯（柯特伍德·史密斯））
- 心靈投手（史壯（勞爾·朱里亞））※TV版
- 法櫃奇兵（赫曼・狄特里希上校（華爾夫·卡勒））
- 歌聲淚痕（魯奇・康貝爾（艾倫·貝茲））
- 羅密歐與茱麗葉之後現代激情篇（羅倫斯神父（彼得·普斯特李威））※富士電視台版
- 四海兄弟（莫（法茲）・蓋利（賴瑞·拉普））※電視版

#### 電視連續劇
- FBI失蹤現場!2（懷蘭）
- 神探可倫坡
  - 神探可倫坡·黑色練習曲 Etude in Black（亞歷克斯）
  - 新神探可倫坡·Death Hits the Jackpot（李昂・拉默）
- 警長麥克勞德
- 白宫群英（史坦利・基華斯博士）
- 雷鳥神機隊（強森中尉、蘭菲爾德少尉）
- 深海巡弋系列（納森・布里傑艦長）
  - 深海巡弋
  - 深海巡弋2
- 星艦奇航記：重返地球 (歐恩・帕里斯提督)
- 絕對陰謀（喬治・佛格斯）
- 荒野女醫情（羅倫・布萊）
- 異世奇人
- Mentors ～來自世界偉人們的訊息～（弗拉德·采佩什）
- 失蹤警察特搜隊（法蘭克・墨菲警長）

#### 動畫
- 失落的帝國 亞特蘭提斯（普雷斯頓・P・惠特摩爾）
- 失落的帝國 神秘的水晶（普雷斯頓・P・惠特摩爾）
- 阿拉丁（佩克特）
- 狐狸與獵狗（契夫）
  - 變形金剛系列
  - 戰鬥！超級機器人生命体變形金剛（貝奧德、蓋柯尼、崔洛克、阿里、阿布杜爾・班・法薩爾）
  - 戰鬥！超級機器人生命体變形金剛2010（恰、梅特羅夫歷克斯、亞當斯、阿爾法特林）
  - 變形金剛（恰、拉姆傑特）
- 蝙蝠俠（馬克里奇）
- 彼得潘（喬治・達令）

### 電視連續劇
- 商魂（1960年（朝日放送））
- 良人的青春（1961年（TBS））
- 夫婦百景（第212話「母親老婆」1962年（日本電視台））
- 隱密劍士（1963年（日本電視台））第28～30話（伊賀忍者・下柘植的耳平）
- 萬民·億民·兆民（1964年（NHK））
- 東京警備指令（TBS、1965年 - 1971年）
- 坂修名義
  - 第8話「被盯上的第9場比賽」
  - 第59話「食人鯊魚」
  - 第68話「紅色關係」
- 阪脩名義
  - 第76話「紅色贖金」
  - 第87話「籠中的女人」
  - 第91話「復仇的紅牙」
  - 第109話「難忘的臉」（橄欖纖維宣傳部長）
  - 第121話「魔性的女人」
  - 第142話「惡魔的爪痕」
  - 第210話「卡車強盜部隊」
  - 第227話「怪談・霧的夜晚殺人狂笑」（操關西腔的船員）
  - 第233話「殺人瓦斯的恐怖下」（間諜的一員）
  - 第240話「活著不能返回的地獄城寨」（操關西腔的坑夫）
  - 第264話「寶石與女人的戰爭」
- 定年退職（1967年、NHK）
- 平四郎千鈞一法（1968年、TBS）
- Mighty Jack（第10話「爆破指令」1968年、富士電視台・圓谷職業）（負責人）坂修名義
- 花子（1968年、富士電視台）
- 魔神班德（1969年、富士電視台）（醫生）
- 簽字V（第41話1970年、TBS）
- 旗本退屈男（第12話 1970年、富士電視台）
- 天皇的世紀（1971年、朝日播映）
- 哭泣的青春（第4話「空白的遺書」1972年、富士電視台）
- 眠狂四郎（第17話「捕吏來了」1973年、關西電視台・東映）
- 對太陽吼叫！（日本電視台）
  - 第158話「臉」（1975年）
  - 第198話「不要死啊！小純」（1976年）
  - 第315話「敵人」（1978年）
  - 第353話「最後的機會」（1979年）
  - 第396話「紀念樹」（1980年・賣犛牛的村澤）
  - 第412話「肖像畫」（1980年・壽司店店主）
  - 第620話「美好的人生」（1984年）
  - 第667話「以公爵為名的刑警」（1985年・戶川主組員）
- 同心部屋御用帳 江戶的旋風（第38話「金色的鈴」1976年、富士電視台）
- 江戶的激鬥（第38話「金色的鈴」（1979年・奉行）
- 忠臣藏（1985年、日本電視台・奧田孫太夫）
- 秀吉（里村紹巴）

#### 電影
- 新幹線大爆破（東映）
- 東京灣炎上（東寶）
- 第十三封信（2004年）（電影）

#### 特攝
- 宇宙鐵人兄弟（機器人弗德1）
- 超人力霸王系列
  - 超人力霸王傑克（宇宙忍者巴爾坦星人二世、宇宙怪人史特拉星人、触角宇宙人蝙蝠星人）
  - 超人力霸王衛司（第5話的佐菲、地底超人安格拉蒙、31話的超人七號）
  - 超人力霸王太郎（在生怪獸實況錄音的笑聲）
- 假面騎士系列
  - 假面騎士（貝爾康格的聲音）
  - 假面騎士X（哥德總司令、金達克※詛咒博士的聲音是和田文夫）
  - 假面騎士AMAZON（真的零大帝）
  - 假面騎士對修克（再生莫格蘭格以下、再生怪人的聲音）
- Kure Kure Takora(旁白、戴普拉、彼拉岡、海拉拉、希克西克、伊卡萊 ※塔可拉的聲音是夫人太田淑子)
- 堅柏格A（葛羅斯星司令官）※第50話
- 超神比普（魔壺）
- Fireman（梅特羅爾星人）
- 變身忍者 嵐（法蘭肯）
- 變心！波恩波可玉（佩克佩克）
- 鏡人（侵略者）※第48話
- 惑星大戰爭（舒密特博士的聲音）

### CD
- 動畫CD蒐集 Cyberbots（賈溫）
- 連續劇CD 終焉的年代記（哈根）
- 貓樹（山岡大海）
- 新撰組異聞 蒼狼們的神話1 天道（勝海舟）

### 其他
- 駒貓（爺爺）
- 影片是活著的（旁白）
- 古典音樂推理名曲偵探阿瑪迪斯（旁白）
- 青山二丁目劇場原創電視劇「夕陽之歌」（文化播映）（勝次）

## 外部連結
- （日語）事務所公開簡歷 （页面存档备份，存于）